# 次男坊鴉
『次男坊鴉』（じなんぼうがらす）は、1955年に公開された弘津三男監督の日本映画。

## スタッフ
以下のスタッフ名は特に記載がない限りKINENOTEに従った。
- 監督 - 弘津三男
- 製作 - 酒井箴
- 企画 - 浅井昭三郎
- 原作 - 坂田隆一[2][3]
- 脚本 - 八尋不二
- 撮影 - 宮川一夫
- 美術 - 中村能久
- 音楽 - 渡辺浦人
- 録音 - 海原幸夫
- 照明 - 島崎一二

## キャスト
以下の出演者名と役名は特に記載がない限りKINENOTEに従った。
- 八代目 市川雷蔵 - 礼三
- 瑳峨三智子 - お静
- 伊井友三郎 - 松平信濃守
- 香川良介 - 六郷内膳正
- 荒木忍 - 古河の七五郎
- 上田寛 - 子分友市
- 南条新太郎 - 巳之助
- 富田仲次郎 - 土手の甚三
- 大美輝子 - 女房お勝
- 光岡龍三郎 - 子分熊造
- 水原洋一 - 子分ブキ竹
- 原聖四郎 - 柳沢家臣進藤
- 大邦一公 - 柳沢家用人仁右衛門
- 水野浩 - 村川弥左衛門
- 藤川準 - 番人秋山
- 玉置一恵 - 幸手の嘉十
- 福井隆次 - 用心棒寺田
- 玉村俊太郎 - 用心棒石田
- 金剛麗子 - 安泊りのお六
- 大浪東吾[4][2]